# Alfombra de Meshkin
La alfombra de Meshkin es un tipo de alfombra persa. Se confecciona en la ciudad del mismo nombre, en la frontera del Cáucaso, lo que se nota en los motivos de sus ornamentaciones, de inspiración puramente caucásica.

## Descripción
La decoración es de inspiración caucasiana, es decir, geométrica. El motivo más extendido está constituido por hileras de rombos sobre fondo liso. 
Una de las particularidades de estas alfombras es que el borde más exterior es de un tinte liso parecido al del fondo de la alfombra.
- Datos: Q1922324